# Sašo Štalekar
Sašo Štalekar (* 3. Mai 1996 in Slovenj Gradec) ist ein slowenischer Volleyballspieler.

## Karriere
Štalekar begann seine Karriere bei OK Mislinja. 2015 wechselte er zu Calcit Kamnik. Mit dem Verein gewann der Mittelblocker 2016 und 2017 den slowenischen Pokal, während sich Kamnik in der Liga viermal gegen ACH Volley Ljubljana geschlagen geben musste. Mit der slowenischen Nationalmannschaft nahm Štalekar an der Volleyball-Weltliga 2017 teil. Bei der Weltmeisterschaft 2018 erreichte er mit Slowenien den neunten Platz.  Mit der Nationalmannschaft erreichte er auch das Finale der Europameisterschaft 2019.  In der Saison 2019/20 spielte er beim deutsch-österreichischen Bundesligisten Hypo Tirol Alpenvolleys Haching. Danach kehrte er für eine Saison nach Kamnik zurück.  2021 wurde er erneut Vize-Europameister. In der Saison 2021/22 erreichte er mit  Panathinaikos Athen das Halbfinale im Challenge Cup und wurde griechischer Meister.
Danach wechselte Štalekar zu den Berlin Recycling Volleys. 2022/23 gewannen die BR Volleys sowohl den DVV-Pokal als auch die deutsche Meisterschaft. In der Saison 2023/24 gelang ihnen in beiden Wettbewerben die Titelverteidigung. Danach wechselte der Mittelblocker zu ACH Volley Ljubljana.